# Saint-Broing-les-Moines
Saint-Broing-les-Moines est une commune française située dans le département de la Côte-d'Or en région Bourgogne-Franche-Comté.

## Géographie

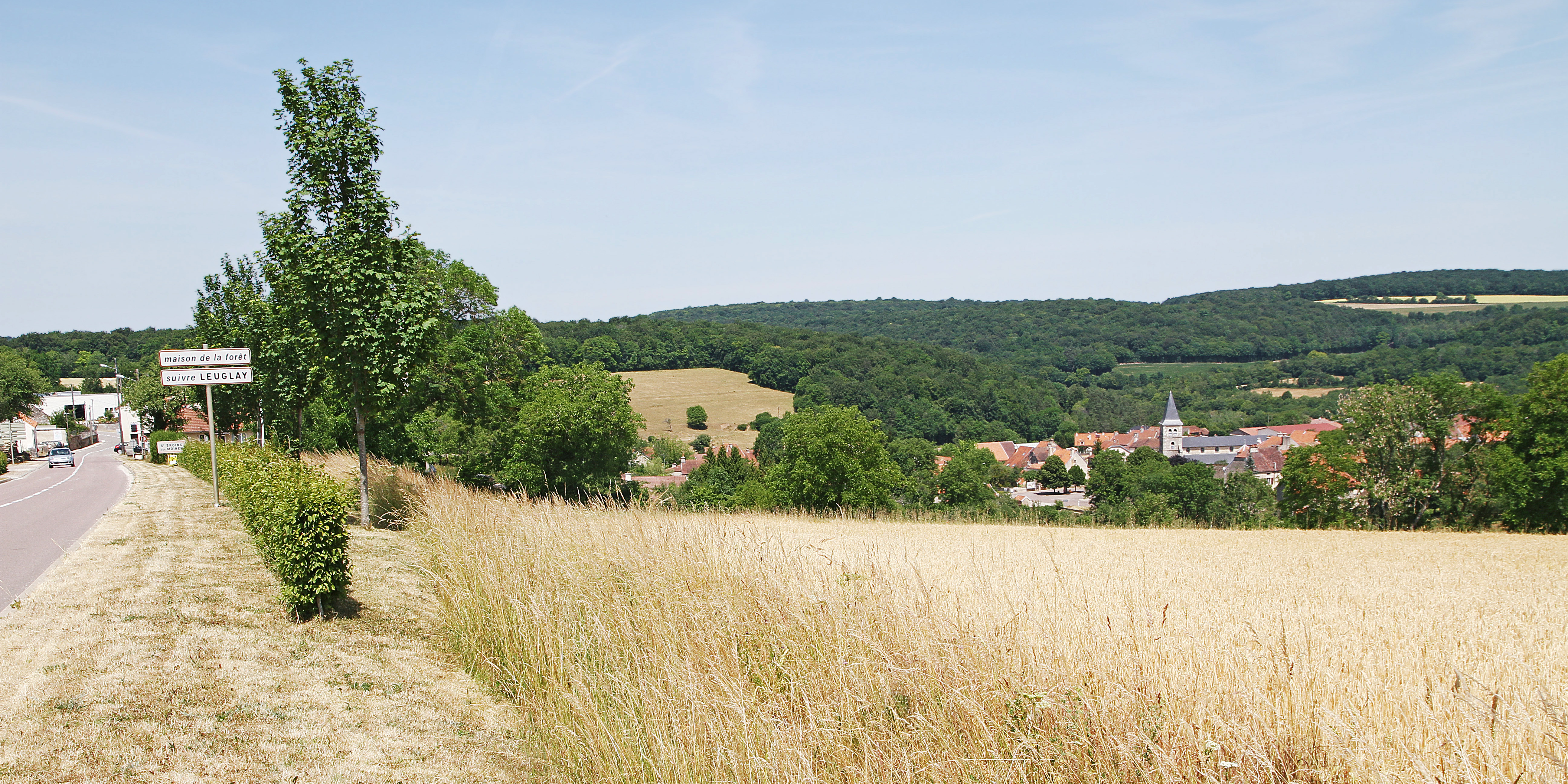
Le village niché dans la vallée de la Digeanne, vu de la départementale 996

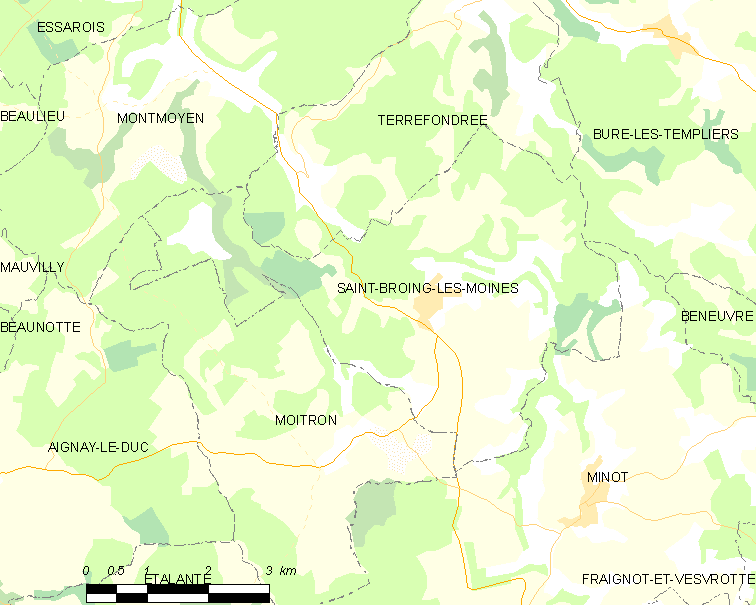

La commune est située au nord de la Côte d'or dans une région vallonnée. Bois et agriculture se partagent à part presque égales les zones non habitées. Le village couvre un flanc de colline entre la rivière et la route départementale 996, rendant quelques rues bien pentues.

### Hydrographie
Saint-Broing est traversé par la Digeanne, affluent de l'Ource, etentourée de plusieurs sources alimentant les deux lavoirs encore en activité et autrefois de nombreuses autres fontaines et plusieurs autres lavoirs encore visibles dans le village.

### Accès
La commune est desservie par la route départementale 996 reliant Bar-sur-Aube à Dijon.

### Climat
Pour des articles plus généraux, voir Climat de la Bourgogne-Franche-Comté et Climat de la Côte-d'Or.
En 2010, le climat de la commune est de type climat des marges montargnardes, selon une étude du Centre national de la recherche scientifique s'appuyant sur une série de données couvrant la période 1971-2000. En 2020, Météo-France publie une typologie des climats de la France métropolitaine dans laquelle la commune est exposée à un climat océanique altéré et est dans la région climatique  Lorraine, plateau de Langres, Morvan, caractérisée par un hiver rude (1,5 °C), des vents modérés et des brouillards fréquents en automne et hiver. 
Pour la période 1971-2000, la température annuelle moyenne est de 9,5 °C, avec une amplitude thermique annuelle de 16,2 °C. Le cumul annuel moyen de précipitations est de 970 mm, avec 13,6 jours de précipitations en janvier et 8,9 jours en juillet. Pour la période 1991-2020, la température moyenne annuelle observée sur la station météorologique de Météo-France la plus proche, « Bure Les Templiers_sapc », sur la commune de Bure-les-Templiers à 6 km à vol d'oiseau, est de 10,7 °C et le cumul annuel moyen de précipitations est de 898,2 mm,. Pour l'avenir, les paramètres climatiques de la commune estimés pour 2050 selon différents scénarios d'émission de gaz à effet de serre sont consultables sur un site dédié publié par Météo-France en novembre 2022.

## Urbanisme

### Typologie
Au 1er janvier 2024, Saint-Broing-les-Moines est catégorisée commune rurale à habitat dispersé, selon la nouvelle grille communale de densité à 7 niveaux définie par l'Insee en 2022.
Elle est située hors unité urbaine et hors attraction des villes,.

### Occupation des sols
L'occupation des sols de la commune, telle qu'elle ressort de la base de données européenne d’occupation biophysique des sols Corine Land Cover (CLC), est marquée par l'importance des forêts et milieux semi-naturels (49,4 % en 2018), une proportion sensiblement équivalente à celle de 1990 (48,8 %). La répartition détaillée en 2018 est la suivante : 
forêts (49,4 %), terres arables (34,7 %), prairies (14,3 %), zones urbanisées (1,6 %). L'évolution de l’occupation des sols de la commune et de ses infrastructures peut être observée sur les différentes représentations cartographiques du territoire : la carte de Cassini (XVIIIe siècle), la carte d'état-major (1820-1866) et les cartes ou photos aériennes de l'IGN pour la période actuelle (1950 à aujourd'hui).

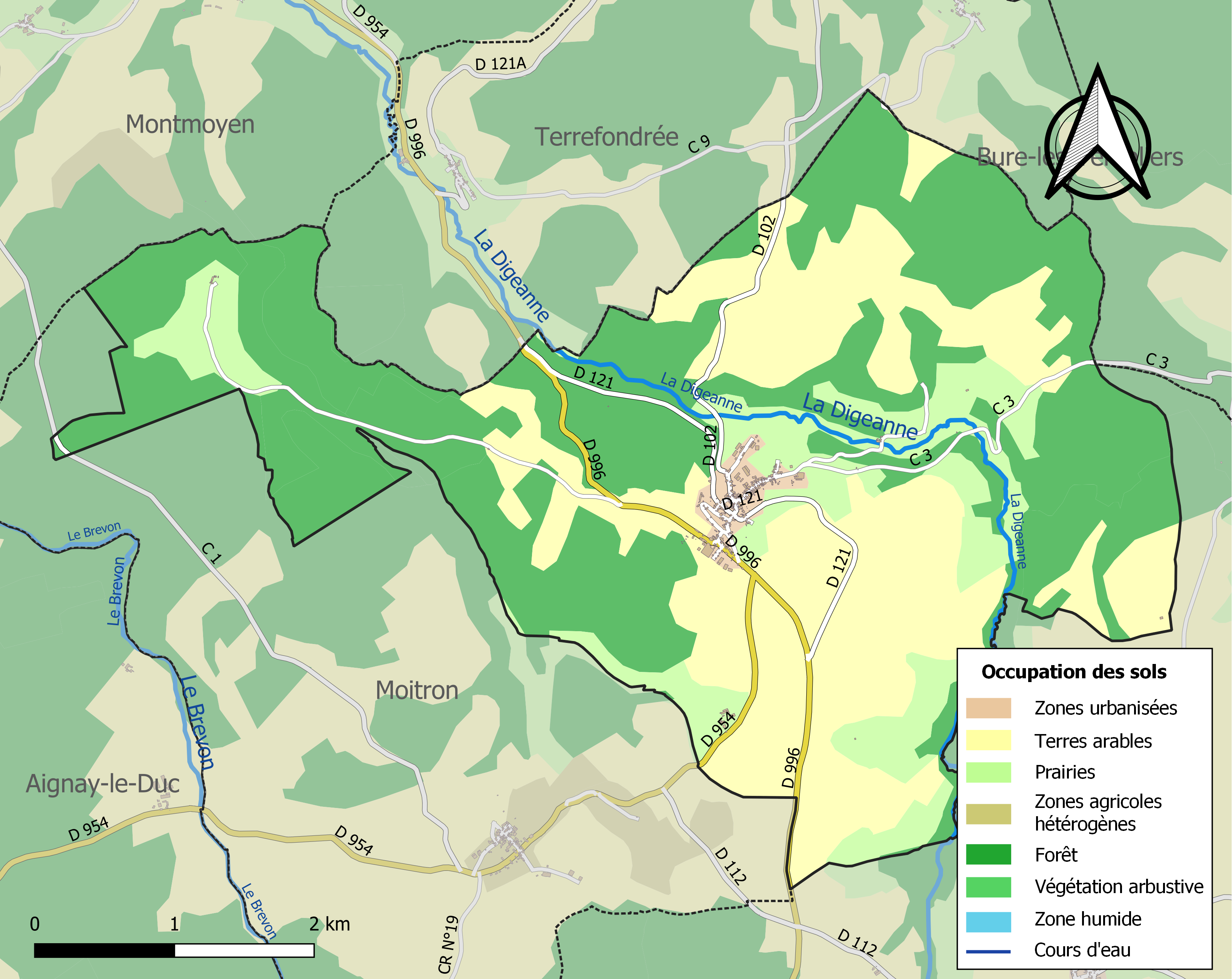
Carte des infrastructures et de l'occupation des sols de la commune en 2018 (CLC).

## Toponymie
Le nom du village vient du latin Sanctus Benigus, mentionné comme tel dès 1076 et 1097. Il s'agit d'une forme altérée et populaire de Saint Bénigne. On trouve plus tard plusieurs formes : Saint Berain (1371), Saint-Beroing-les-Moinnes (1376), ou Saint-Beroin-les-Moines (1781). "Les Moines" rappelle l'existence d’un prieuré de Molesmes, actif jusqu’en 1560.
Au cours de la période révolutionnaire de la Convention nationale (1792-1795), la commune a porté les noms de Saint-Broing-les-Roches, Broing-les-Roches. D'autres documents indiquent pour la même période, mais sans indiquer de sources, les noms de  Fontaine-les-Roches, Broing ou encore Saint-Broing-les-Gurgy.
Au Dictionnaire des postes en 1884, on trouve encore "Saint-Broing-les-Moines ou -les-Roches".
En patois, le nom du village se prononçait Saint-Braingne.

## Histoire
Le village actuel puise ses origines dans un ancien prieuré de l'abbaye Notre-Dame de Molesme, installé "avant 1100" dans la vallée de la Digeanne. Il ne reste qu'une tourelle et le logis du XVe siècle.

## Politique et administration
Saint-Broing-les-Moines appartient :
- à l'arrondissement de Montbard,
- au canton de Châtillon-sur-Seine
- à la communauté de communes du Pays Châtillonnais
- au SIVOM de Recey-sur-Ource

### Observations
Deux périodes sont particulièrement perturbées :
- élu en 1900, Jules Robert démissionne en 1905 ; immédiatement réélu il poursuit son mandat jusqu’en 1912. Son successeur, Alexis Guillemin, décède à 66 ans en 1914 et son adjoint Félix Hérard, qui le remplace, meurt à son tour à 66 ans en 1917. Jules Ronnot prend la suite alors en tant que "premier Conseiller Municipal faisant fonction de Maire", il n’est élu qu'en 1919.
- Auguste Degoix décède en 1940. Son successeur Jules Ronnot démissionne dans l’année et son premier conseiller municipal, Octave Aubry, est désigné par l'administration à la tête de la délégation spéciale. Démissionnaire en 1943, il est remplacé par Georges Chalopin.

## Démographie
L'évolution du nombre d'habitants est connue à travers les recensements de la population effectués dans la commune depuis 1793. Pour les communes de moins de 10 000 habitants, une enquête de recensement portant sur toute la population est réalisée tous les cinq ans, les populations de référence des années intermédiaires étant quant à elles estimées par interpolation ou extrapolation. Pour la commune, le premier recensement exhaustif entrant dans le cadre du nouveau dispositif a été réalisé en 2007.

En 2022, la commune comptait 184 habitants, en évolution de −4,17 % par rapport à 2016 (Côte-d'Or : +0,82 %, France hors Mayotte : +2,11 %).
| 1793 | 1800 | 1806 | 1821 | 1836 | 1841 | 1846 | 1851 | 1856 |
| ---- | ---- | ---- | ---- | ---- | ---- | ---- | ---- | ---- |
| 405  | 402  | 404  | 450  | 479  | 474  | 480  | 450  | 460  |

| 1861 | 1866 | 1872 | 1876 | 1881 | 1886 | 1891 | 1896 | 1901 |
| ---- | ---- | ---- | ---- | ---- | ---- | ---- | ---- | ---- |
| 460  | 401  | 390  | 388  | 372  | 342  | 338  | 294  | 261  |

| 1906 | 1911 | 1921 | 1926 | 1931 | 1936 | 1946 | 1954 | 1962 |
| ---- | ---- | ---- | ---- | ---- | ---- | ---- | ---- | ---- |
| 259  | 277  | 256  | 239  | 239  | 196  | 238  | 286  | 299  |

| 1968 | 1975 | 1982 | 1990 | 1999 | 2006 | 2007 | 2012 | 2017 |
| ---- | ---- | ---- | ---- | ---- | ---- | ---- | ---- | ---- |
| 267  | 240  | 260  | 205  | 181  | 183  | 183  | 190  | 195  |

| 2022 | - | - | - | - | - | - | - | - |
| ---- | - | - | - | - | - | - | - | - |
| 184  | - | - | - | - | - | - | - | - |

## Économie
L'économie de la commune est largement dominée par le secteur agricole, qui rassemble 40 % des entreprises. Une seule dépasse le statut de micro-entreprise : Mathiaut, spécialisée dans la construction métallique, qui emploie une trentaine de personnes. Fondée en 1946 par Marcel Mathiaut, qui devint par la suite maire du village, elle a connu son essor grâce à l'invention du levier à main, système de freinage pour remorques agricoles, fabriqué à plus d'un million d'exemplaires. puis par le groupeur de balles carrées de foin ou de paille. L'essor de l'entreprise a notamment contribué dans la partie haute du village, à proximité des ateliers, à la construction d'un ensemble de logements destiné aux employés et d'une station-service aujourd'hui fermée.

## Culture locale et patrimoine

### Lieux et monuments
Plusieurs lieux et constructions sont inscrits à l'inventaire général du patrimoine culturel. Notons particulièrement:
- l'église Saint-Bénigne[25]: reconstruite à deux périodes différentes, le clocher dans les années 1780-1782 et le reste entre 1834 et 1837[26].
- la mairie-école du XIXe siècle[27].
- les vestiges d'un prieuré de l'abbaye de Molesmes occupé jusqu'en 1560[28]. Modernisé au XIXe siècle, il en reste une tourelle et le logis du XVe siècle.

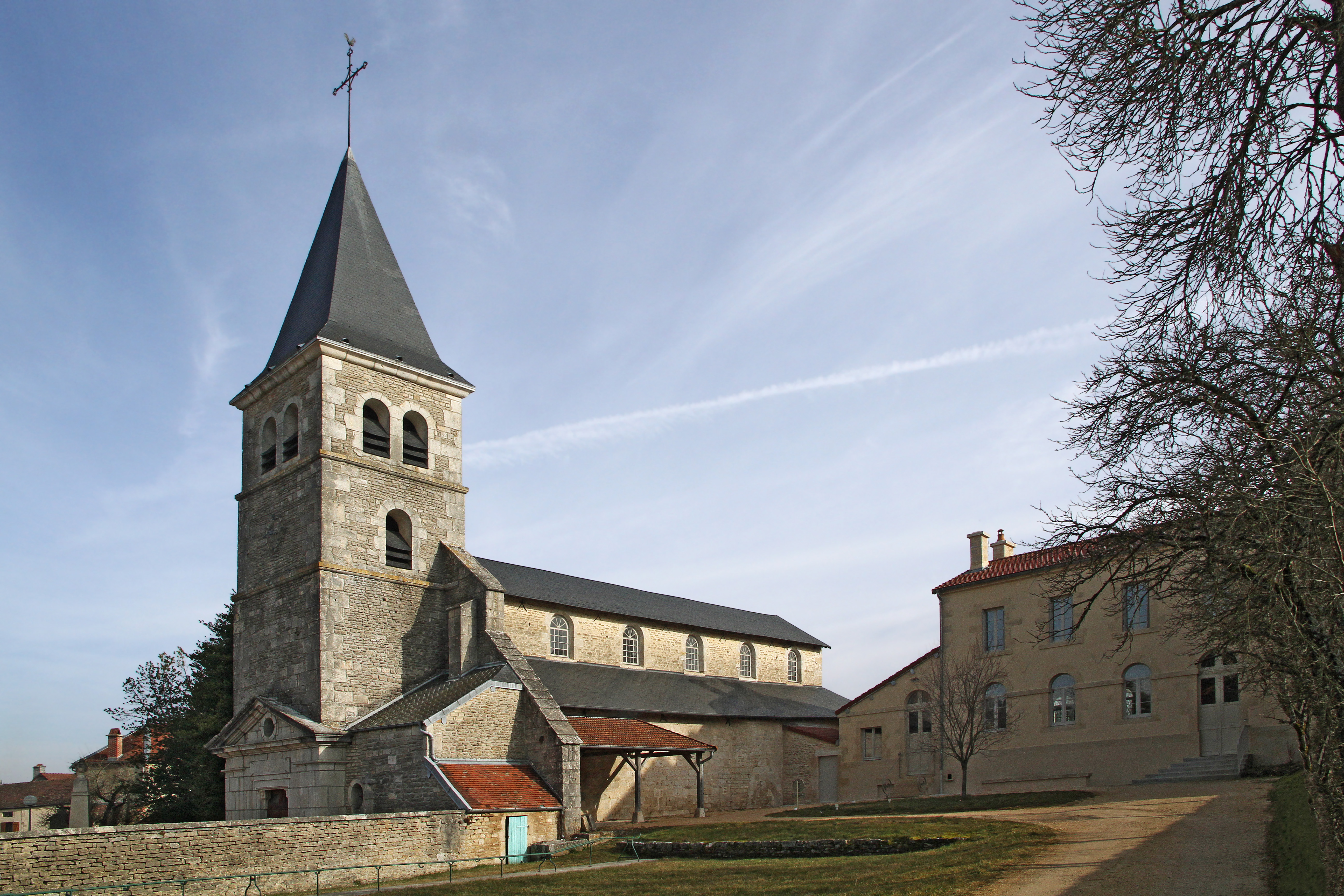
Église et mairie-école.
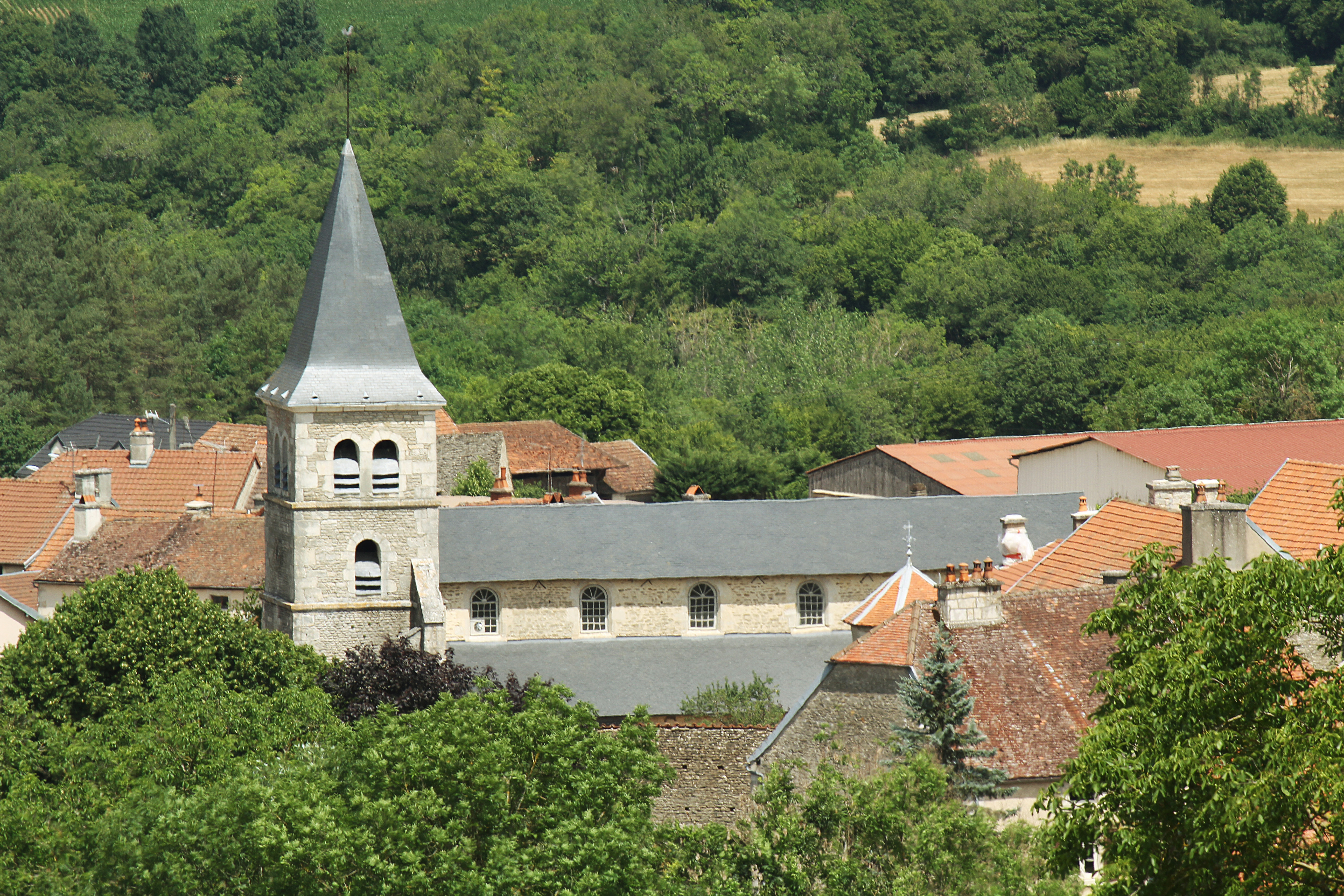
L'église dans le village.
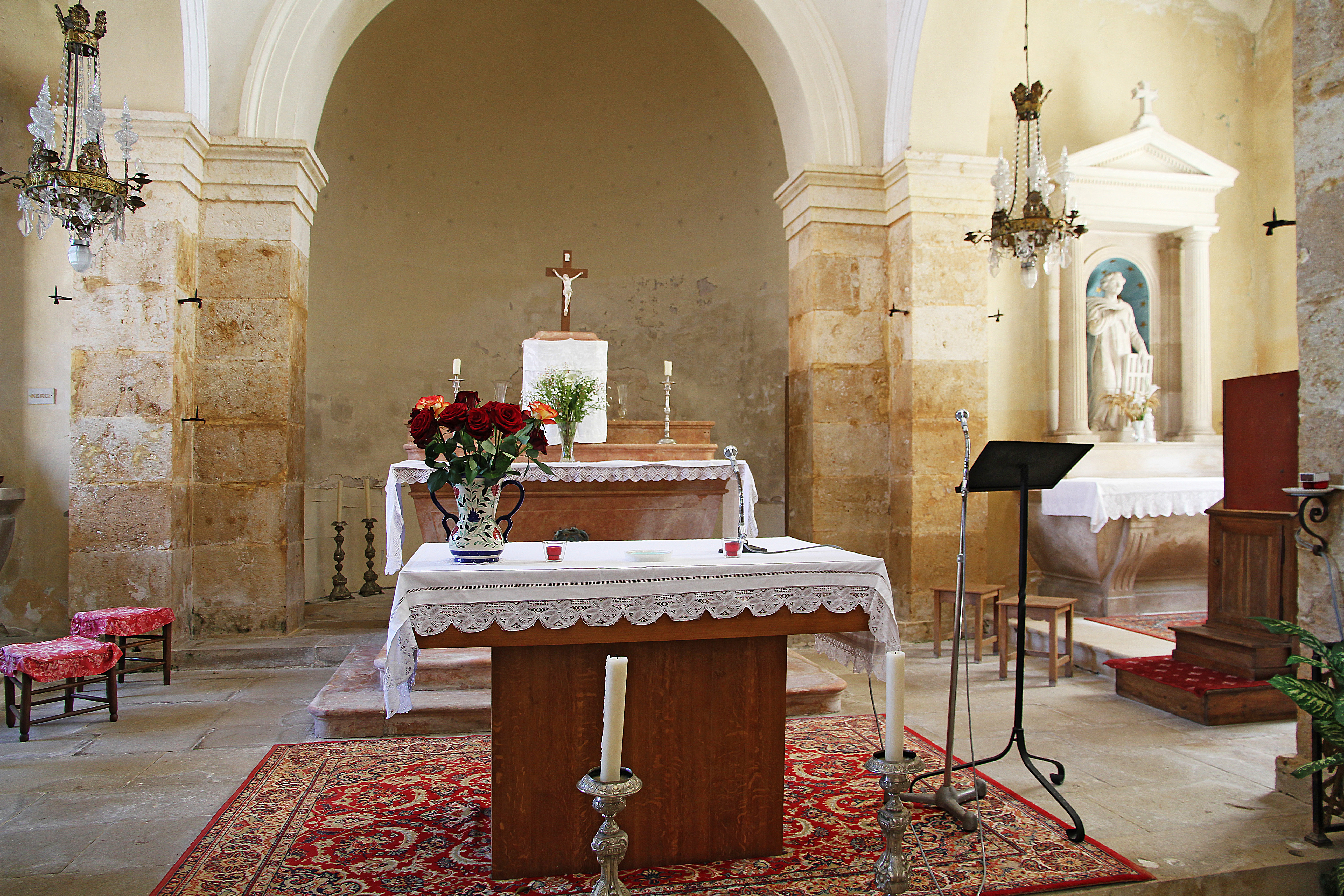
Chœur de l'église.
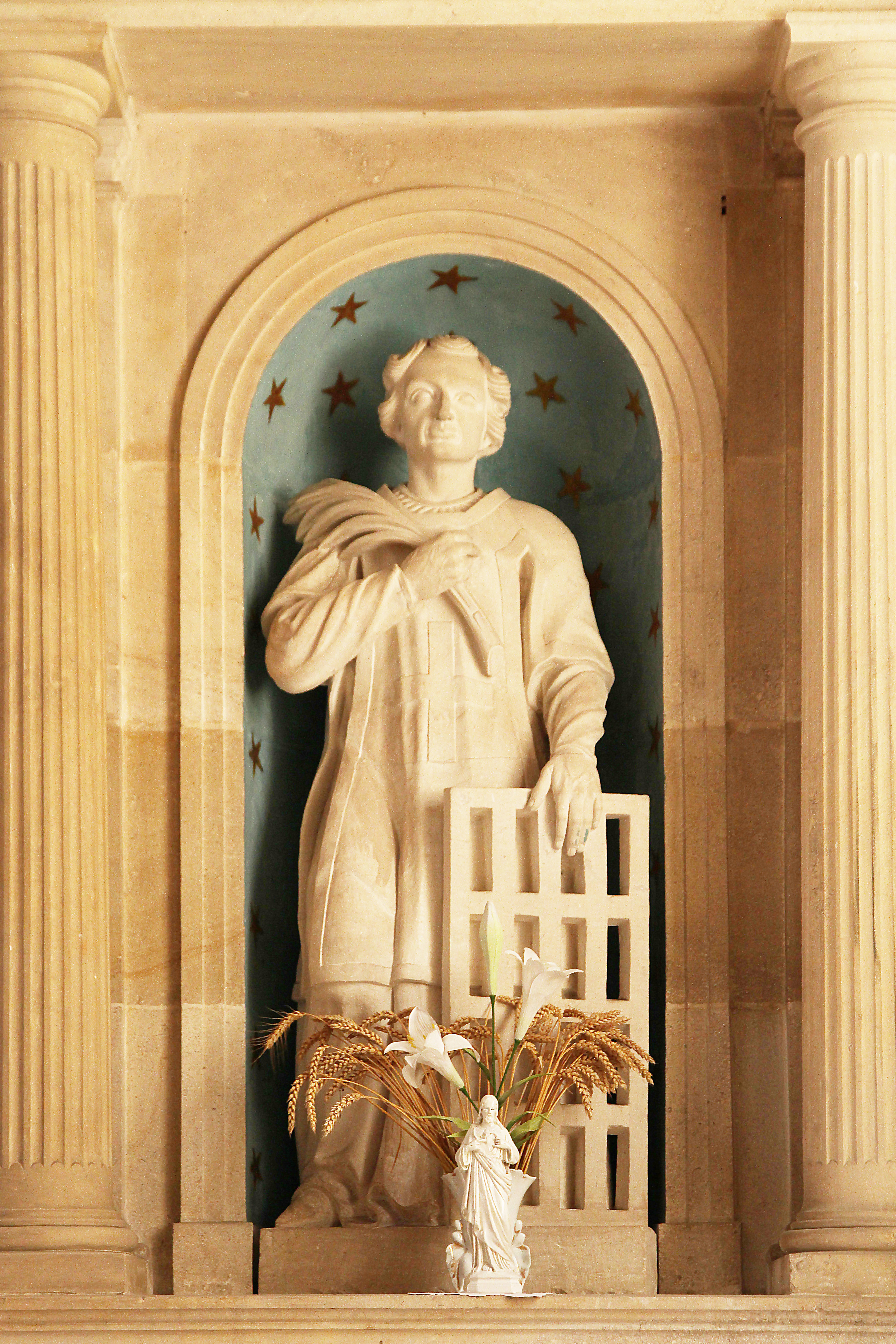
Statue de Saint-Laurent dans l'église.

### Héraldique
| Blason de Saint-Broing-les-Moines | Blason  | D'azur au senestrochère nu de saint Mametz posé en chevron renversé, tenant une tige de lys au naturel, le tout d'argent, au chef bandé d'or et d'azur de six pièces bordé de gueules. |
| Blason de Saint-Broing-les-Moines | Détails | Le statut officiel du blason reste à déterminer. |